# Nayuha Toyoda
Nayuha Toyoda (født 15. september 1986) er en tidligere japansk fodboldspiller. Hun har tidligere spillet for Japans kvindefodboldlandshold.

## Japans fodboldlandshold
| Japans landshold | Japans landshold | Japans landshold |
| År               | Kmp              | Mål              |
| ---------------- | ---------------- | ---------------- |
| 2004             | 1                | 0                |
| 2005             | 4                | 0                |
| 2006             | 0                | 0                |
| 2007             | 8                | 0                |
| 2008             | 4                | 0                |
| 2009             | 2                | 0                |
| 2010             | 3                | 0                |
| Total            | 22               | 0                |